# Comuna Novodniprovka, Kameanka-Dniprovska
Novodniprovka (în ucraineană Новодніпровка) este o comună în raionul Kameanka-Dniprovska, regiunea Zaporijjea, Ucraina, formată din satele Hurtove, Novodniprovka (reședința), Podove și Țvitkove.

## Demografie
Componența lingvistică a comunei Novodniprovka
     Rusă (65,17%)
     Ucraineană (34,35%)
     Alte limbi (0,15%)
Conform recensământului din 2001, majoritatea populației comunei Novodniprovka era vorbitoare de rusă (65,17%), existând în minoritate și vorbitori de ucraineană (34,35%).